# Ezana Kahsay
Ezana Yohannes Kahsay (Asmara, 16 novembre 1994) è un calciatore eritreo, attaccante del Siarka Tarnobrzeg.

## Carriera

### Nazionale
Il 4 settembre 2019 ha esordito con la nazionale eritrea giocando l'incontro perso 1-2 contro la Namibia, valido per le qualificazioni al campionato mondiale di calcio 2022.

## Statistiche

### Presenze e reti nei club
Statistiche aggiornate al 17 novembre 2021.
| Stagione        | Squadra              | Campionato      | Campionato | Campionato | Coppe nazionali | Coppe nazionali | Coppe nazionali | Coppe continentali | Coppe continentali | Coppe continentali | Altre coppe | Altre coppe | Altre coppe | Totale | Totale |
| Stagione        | Squadra              | Comp            | Pres       | Reti       | Comp            | Pres            | Reti            | Comp               | Pres               | Reti               | Comp        | Pres        | Reti        | Pres   | Reti   |
| --------------- | -------------------- | --------------- | ---------- | ---------- | --------------- | --------------- | --------------- | ------------------ | ------------------ | ------------------ | ----------- | ----------- | ----------- | ------ | ------ |
| 2015            | Portland Timbers U23 | USL PDL         | 2          | 0          |                 | -               | -               |                    | -                  | -                  |             | -           | -           | 2      | 0      |
| 2016            | Saint Louis FC U23   | USL PDL         | 12         | 3          |                 | -               | -               |                    | -                  | -                  |             | -           | -           | 12     | 3      |
| 2017            | Erie Commodores      | USL PDL         | 12         | 6          |                 | -               | -               |                    | -                  | -                  |             | -           | -           | 12     | 6      |
| 2018            | Reading Utd          | USL PDL         | 8          | 2          |                 | -               | -               |                    | -                  | -                  |             | -           | -           | 8      | 2      |
| 2019            | Virginia Beach City  | USL L2          | 8          | 7          |                 | -               | -               |                    | -                  | -                  |             | -           | -           | 8      | 7      |
| 2020-2021       | Victoria Żmudź       | 4L              | 17         | 10         |                 | -               | -               |                    | -                  | -                  |             | -           | -           | 17     | 10     |
| 2021-2022       | Chełmianka Chełm     | 3L              | 16         | 11         |                 | -               | -               |                    | -                  | -                  |             | -           | -           | 16     | 11     |
| Totale carriera | Totale carriera      | Totale carriera | 75         | 39         |                 | -               | -               |                    | -                  | -                  |             | -           | -           | 75     | 39     |

### Cronologia presenze e reti in nazionale
| Cronologia completa delle presenze e delle reti in nazionale ― Eritrea | Cronologia completa delle presenze e delle reti in nazionale ― Eritrea | Cronologia completa delle presenze e delle reti in nazionale ― Eritrea | Cronologia completa delle presenze e delle reti in nazionale ― Eritrea | Cronologia completa delle presenze e delle reti in nazionale ― Eritrea | Cronologia completa delle presenze e delle reti in nazionale ― Eritrea | Cronologia completa delle presenze e delle reti in nazionale ― Eritrea | Cronologia completa delle presenze e delle reti in nazionale ― Eritrea |
| Data                                                                   | Città                                                                  | In casa                                                                | Risultato                                                              | Ospiti                                                                 | Competizione                                                           | Reti                                                                   | Note                                                                   |
| ---------------------------------------------------------------------- | ---------------------------------------------------------------------- | ---------------------------------------------------------------------- | ---------------------------------------------------------------------- | ---------------------------------------------------------------------- | ---------------------------------------------------------------------- | ---------------------------------------------------------------------- | ---------------------------------------------------------------------- |
| 4-9-2021                                                               | Asmara                                                                 | Eritrea                                                                | 1 – 2                                                                  | Namibia                                                                | Qual. Mondiali 2022                                                    | -                                                                      | 58’                                                                    |
| Totale                                                                 |                                                                        | Presenze                                                               | 1                                                                      |                                                                        | Reti                                                                   | 0                                                                      |                                                                        |